# Ligadura (tipografía)
En tipografía una ligadura es un signo formado por la unión de dos o más grafemas que suelen o pueden escribirse también separados. El origen de las ligaduras está en la necesidad de economizar esfuerzo durante la escritura manual, en una época, la Edad Media, en que no existía ninguna forma de mecanización de la escritura. Cuando se introdujo la imprenta de tipos móviles, el deseo de fidelidad con respecto a la escritura manual obligó a adoptar muchos signos combinados. En la Biblia de Gutenberg, que imita el apretado estilo de los manuscritos centroeuropeos de la época, se emplean hasta trescientos signos distintos, entre versiones de las letras y ligaduras.
Las ligaduras empleadas en la tipografía moderna cumplen dos funciones distintas:
- Resolver la inelegancia con que se combinan a veces caracteres tipográficos que aparecen consecutivos. Es el caso, que muestra la figura, de las ligaduras “fi” (ﬁ) y “fl” (ﬂ).
- Representar ligaduras históricas, heredadas de la escritura manual. Algunas de estas se han convertido en signos de identidad de las lenguas. Es el caso de la “ese-zeta” (eszett) alemana (ß) o de la eñe (ñ) española.

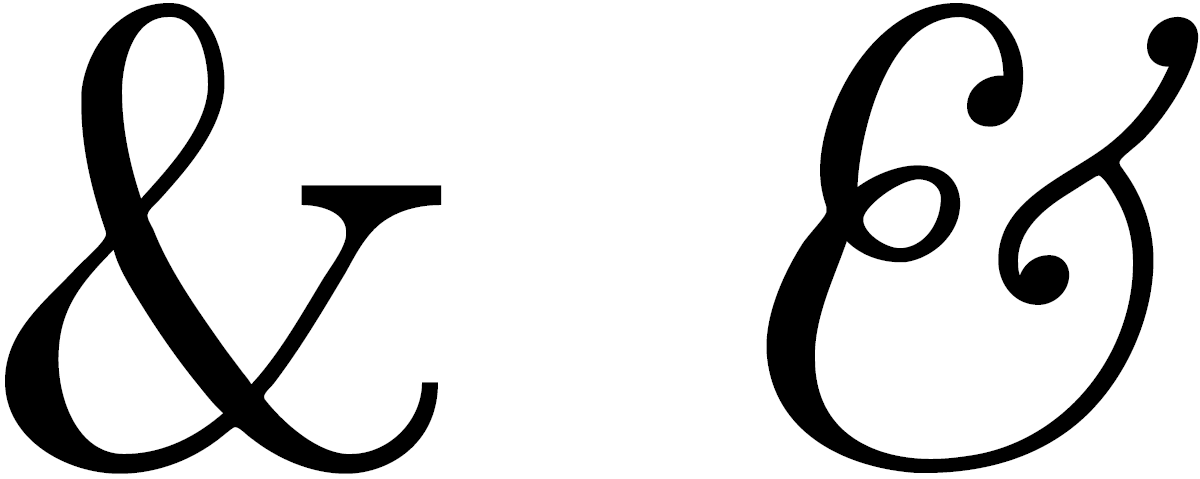
En la tipografía de la derecha es evidente el origen de la ligadura “et”.

Ligadura DE española.

Hay dos ligaduras históricas que merecen una atención específica, la arroba (@) y et, también llamado mediante el anglicismo ampersand (&) que en latín equivale a nuestra conjunción y.
La ligadura arroba (@) procede de la unión del par at. Inicialmente, se refería a esta conjunción adversativa latina, pero desde los primeros tiempos de la imprenta se adoptó, parece que en Italia, para indicar la arroba, una unidad de peso (y a veces de capacidad). En inglés se ha utilizado para abreviar la misma preposición. Actualmente, forma parte de las direcciones electrónicas de los usuarios, separando o uniendo su identidad a la del dominio.
La ligadura et (&), llamada ampersand en inglés y perluète en francés, abrevia a esta conjunción copulativa latina, que se conserva idéntica en forma y función en francés. En algunas tipografías clasicistas se aprecia su origen, pero en la mayoría de las modernas este es menos evidente. Los angloparlantes suelen interpretar que su origen es una abreviatura de and. Muchos hablantes de lenguas romances cometen el mismo error, y rechazan indebidamente su uso para la ilación, habitual en las referencias bibliográficas, como anglicismo.
En español también hay ligaduras características, como la que une DE, y que todavía se usan, sobre todo, para dar un aire arcaico a un texto.